# Grad Turn pri Preddvoru
Grad Turn stoji nad vasjo Potoče, nedaleč od Preddvora na Gorenjskem. Danes je grajska stavba del doma starejših občanov.

## Zgodovina
Prvič se omenja leta 1408, v sedanji zasnovi pa je bil zgrajen verjetno v 14. stoletju. Valvasor datira obstoj gradu Turn v 12. stoletju in kot lastnike navaja kranjske krajišnike Andechs-Merance. V zgodnjem 15. stoletju je prišel v last grofov Celjskih. Originalni grad je bil močno poškodovan leta 1439, za časa bojev med Habsburžani in Celjskimi, leta 1473 pa so ga poškodovali tudi Turki med svojim plenilskim pohodom po Kranjskem. Po izumrtju Celjskih grofov leta 1456 je grad v skladu z določili habsburško-celjske dedne pogodbe prešel v last Habsburžanov. Cesar Maksimiljan I. ga je leta 1500 prodal lokalnemu plemiču Juriju von Egkhu, ki je bil takrat generalni upravitelj habsburških posestev na Kranjskem in je posedoval tudi več gradov v pokrajini, vključno z Brdom pri Kranju. Von Egkh, kranjski deželni vicedom, je grad ponovno pozidal in obnovil, pri čemer je uporabil nekaj renesančnih arhitekturnih dodatkov. Egkhi so ostali lastniki do 1677, ko so gospostvo kupili Dinzli pl. Angerburgi. Leta 1788 ga je podedoval Vincenc pl. Gandin, ki ga je že leta 1793 prodal Martinu Urbančiču, ki je bil tudi upravitelj Brda pri Kranju. Urbančič je bil ded kasnejše znane slovenske pesnice in pisateljice Josipine Urbančič - Turnograjske, ki se je v gradu rodila leta 1821. Od Janeza Nepomuka Urbančiča je leta 1909 grad kupil Oton pl. Detela, pripadnik lokalnega slovenskega plemstva. Po drugi svetovni vojni je komunistični režim razlastil družino Detela in jo izgnal iz gradu, sam grad pa so nacionalizirali in ga sprva uporabljali kot vojašnico Jugoslovanske ljudske armade. Po letu 1962 je v gradu dom starejših občanov.
Pred gradom stoji doprsni kip Josipine Turnograjske.